# Малое Рагозино
Малое Рагозино — деревня в Краснохолмском муниципальном округе Тверской области. 

## География
Деревня расположена близ автодороги 28К-0822 Сонково — Красный Холм в 15 км на юго-восток от города Красный Холм, в 0,5 км от деревни находится погост Типня. 

## История
В 1719 году на погосте Типня близ деревни была построена деревянная Воскресенская церковь, в 1825 году построена новая каменная Воскресенская церковь с 3 престолами, метрические книги с 1780 года.
В конце XIX — начале XX века деревня Малое Рагозино вместе с погостом Типня входила в состав Володинской волости Весьегонского уезда Тверской губернии.
С 1929 года деревня входила в состав Юровского сельсовета Краснохолмского района Бежецкого округа Московской области, с 1935 года — в составе Калининской области, с 2005 года — в составе Большерагозинского сельского поселения, с 2013 года — в составе Барбинского сельского поселения, с 2019 года — в составе Краснохолмского муниципального округа. 

## Население
| 1859 | 1889 | 2010 |
| ---- | ---- | ---- |
| 86   | ↗120 | ↘32  |

## Достопримечательности
Близ деревни на погосте Типня расположена Часовня Николая Чудотворца (2013).